# 热荣乡
热荣乡（藏語：རི་རོང，威利转写：ri rong），是中华人民共和国西藏自治区山南市隆子县下辖的一个乡镇级行政单位。

## 行政区划
热荣乡下辖以下地区：
热荣村、加绕村、沃塘村、加林村、才麦村、加玛岭村、扎塘村和且康村。